# Dmitry Menshikov
Dmitriy Menshikov (1 de diciembre de 1997) es un kickboxer y peleador de Muay Thai ruso que actualmente compite en la categoría de peso ligero de ONE Championship. Anteriormente compitió en la categoría de peso wélter de Glory. Desde diciembre de 2022, Menshikov está posicinado como el kickboxer #4 de peso wélter del mundo según Combat Press.

## Carrera en kickboxing

### Carrera temprana
Menshikov participó en el torneo de 80 kg de Tatneft Cup de 2017. En los cuartos de final, Menshikov enfrentó a Constantin Rusu. Dmitry ganó la pelea por TKO en el segundo asalto. En las semifinales, enfrentó a Surik Magakya. Ganó la pelea por TKO en el primer asalto. En la final de torneo, Menshikov enfrentó a Sher Mamazulunov. La pelea llegó a un cuarto asalto extra, que Mamazulunov por decisión.
En su siguiente pelea, Menshikov ganó una decisión en asalto extra contra Ljubo Jalovi.
Menshikov ganó sus dos peleas siguientes, venciendo a Vasiliy Semenov y a Аli Al Ameri por KO.

### Glory
Menshikov hizo su debut en Glory el 20 de octubre de 2018, en Glory 60: Lyon, enfrentando a Samuel Dbili. Menshikov ganó la pelea por TKO en el primer asalto.
Menshikov enfrentó a Robbie Hageman el 8 de diciembre de 2018, en Glory 62. Ganó la pelea por TKO en el primer asalto.
Menshikov enfrentó a Carlos Prates el 22 de diciembre de 2018, en Muay Thai Factory 1. Ganó la pelea por decisión.
Menshikov enfrentó a Yoann Kongolo en Glory 69. Ganó la pelea por TKO en el segundo asalto.
Menshikov estaba programado para enfrentar a Mohamed Mezouari en Glory 78: Arnhem. Menshikov se retiró de la pelea y fue reemplazado por Vedat Hoduk.

### RCC Fair Fight
Menskikov enfrentó a Maxim Sulgin el 19 de diciembre de 2020, en RCC 8. Ganó la pelea por decisión unánime.
Menshikov enfrentó a Ismail Uzuner el 5 de febrero de 2022. Ganó la pelea por decisión unánime.
El 20 de junio de 2022, Glory terminó todos los contratos con sus atletas rusos, incluyendo el de Menshikov, como "protesta" a la Invasión rusa de Ucrania.
Menshikov enfrentó a Maxim Sulgin el 15 de julio de 2022, en RCC Fair Fight 18. La pelea se llevó a cabo con guantes de MMA . Menshikov ganó la pelea por decisión unánime.
Menshikov enfrentó a Mehran Mohammadnia el 2 de febrero de 2023, en Muaythai Factory. Ganó la pelea por TKO en el segundo asalto.

### ONE Championship
El 24 de abril de 2023, se anunció que Menshikov había firmado un contrato con ONE Championship.
Menshikov enfrentó a Regian Eersel por el Campeonato Mundial de Muay Thai de Peso Ligero de ONE el 9 de junio de 2023, en ONE Fight Night 11. Perdió la pelea por nocaut en el primer asalto.
Menshikov estaba programado para enfrentar a Sinsamut Klinmee el 30 de septiembre de 2023, en ONE Fight Night 14. Sin embargo, Sinsamut se retiró de la pelea por una lesión y fue reemplazado por Rungrawee Sitsongpeenong. Ganó la pelea por TKO en el primer asalto.

## Campeonatos y logros
- Tafnet Cup
  - Finalista del Torneo de Tatneft Arena Cup de 2017

## Récord en Kickboxing y Muay Thai
| Récord en Kickboxing y Muay Thai                              | Récord en Kickboxing y Muay Thai | Récord en Kickboxing y Muay Thai | Récord en Kickboxing y Muay Thai             | Récord en Kickboxing y Muay Thai | Récord en Kickboxing y Muay Thai | Récord en Kickboxing y Muay Thai | Récord en Kickboxing y Muay Thai |
| ------------------------------------------------------------- | -------------------------------- | -------------------------------- | -------------------------------------------- | -------------------------------- | -------------------------------- | -------------------------------- | -------------------------------- |
| 28 Victorias (20 (T)KOs), 3 Derrotas                          |                                  |                                  |                                              |                                  |                                  |                                  |                                  |
| Fecha                                                         | Resultado                        | Oponente                         | Evento                                       | Localización                     | Método                           | Ronda                            | Tiempo                           |
| 08-12-2023                                                    |                                  | Mouhcine Chafi                   | ONE Fight Night 17                           | Bangkok, Tailandia               |                                  |                                  |                                  |
| 29-09-2023                                                    | Victoria                         | Rungrawee Sitsongpeenong         | ONE Fight Night 14                           | Kallang, Singapur                | TKO (3 Knockdowns)               | 1                                | 2:41                             |
| 09-06-2023                                                    | Derrota                          | Regian Eersel                    | ONE Fight Night 11                           | Bangkok, Tailandia               | KO (Golpes)                      | 1                                | 0:46                             |
| Por el Campeonato Mundial de Muay Thai de Peso Ligero de ONE. |                                  |                                  |                                              |                                  |                                  |                                  |                                  |
| 2023-02-02                                                    | Victoria                         | Mehran Mohammadnia               | Muaythai Factory                             | Kémerovo, Rusia                  | TKO (3 Knockdowns)               | 2                                |                                  |
| 2022-07-15                                                    | Victoria                         | Maxim Sulgin                     | RCC Fair Fight 18                            | Ekaterimburgo, Rusia             | Decisión (Unánime)               | 3                                | 3:00                             |
| 2022-02-05                                                    | Victoria                         | Ismail Uzuner                    | Muay Thai Factory 4                          | Kémerovo, Rusia                  | Decisión (Unánime)               | 3                                | 3:00                             |
| 2020-12-19                                                    | Victoria                         | Maxim Sulgin                     | RCC 8                                        | Ekaterimburgo, Rusia             | Decisión (Unánime)               | 3                                | 3:00                             |
| 2019-10-12                                                    | Victoria                         | Yoann Kongolo                    | Glory 69: Düsseldorf                         | Alemania                         | TKO (Paro Médico)                | 2                                | 2:59                             |
| 2018-12-22                                                    | Victoria                         | Carlos Prates                    | Muay Thai Factory 1                          | Rusia                            | Decisión                         | 3                                | 3:00                             |
| 2018-12-08                                                    | Victoria                         | Robbie Hageman                   | Glory 62: Rotterdam                          | Róterdam, Países Bajos           | TKO (Golpes)                     | 1                                | 1:53                             |
| 2018-10-20                                                    | Victoria                         | Samuel Dbili                     | Glory 60: Lyon                               | Lyon, Francia                    | TKO (3 Knockdowns)               | 1                                | 2:59                             |
| 2018-09-06                                                    | Victoria                         | Аli Al Ameri                     | TATNEFT CUP                                  | Rusia                            | KO (Roillazo al Cuerpo)          | 4                                |                                  |
| 2018-07-08                                                    | Victoria                         | Vasiliy Semenov                  | Fair Fight V                                 | Ekaterimburgo, Rusia             | KO (Rodillazos y Golpes)         | 3                                | 1:40                             |
| 2018-06-27                                                    | Victoria                         | Ljubo Jalovi                     | TATNEFT CUP                                  | Rusia                            | Decisión en Asalto Extra         | 4                                |                                  |
| 2017-12-14                                                    | Derrota                          | Sher Mamazulunov                 | TATNEFT CUP, -80 kg Tournament Final         | Rusia                            | Decisión en Asalto Extra         | 4                                |                                  |
| Por el título de -80kg de Tatneft Cup de 2017.                |                                  |                                  |                                              |                                  |                                  |                                  |                                  |
| 2017-10-27                                                    | Victoria                         | Surik Magakyan                   | TATNEFT CUP, -80 kg Tournament Semi Final    | Rusia                            | TKO (Gancho de Izquierda)        | 1                                |                                  |
| 2017-09-06                                                    | Victoria                         | Constantin Rusu                  | TATNEFT CUP, -80 kg Tournament Quarter Final | Rusia                            | TKO (Derecha Recta)              | 2                                | 2:25                             |
| 2017-06-27                                                    | Victoria                         | Janilson da Cruz                 | TATNEFT CUP                                  | Rusia                            | KO (Overhand Right)              | 1                                | 0:15                             |